# Wola Lipieniecka Mała
Wola Lipieniecka Mała – wieś w Polsce położona w województwie mazowieckim, w powiecie szydłowieckim, w gminie Jastrząb. Ma sratus sołectwa.
W latach 1975–1998 miejscowość położona była w województwie radomskim.
We wsi ma swoją siedzibę Zespół Folklorystyczny „Wolanki”.
Wierni Kościoła rzymskokatolickiego należą do parafii św. Jana Chrzciciela w Jastrzębiu.